# Castell de Bourscheid
El Castell de Bourscheid (Château de Bourscheid en francès, Burg Bourscheid en alemany) és un castell medieval situat prop de la ciutat de Bourscheid, al nord-est de Luxemburg. Està situat en un jaciment arqueològic amb restes que es remunten a l'època de l'antiga Roma. S'alça uns 150 metres per sobre del riu Sauer i està rodejat per una muralla circular amb 11 torres de guaita.